# TIME TO COUNT DOWN
「TIME TO COUNT DOWN」（タイム・トゥ・カウント・ダウン）は、TMNの22枚目のシングル。

## 背景
『TM NETWORK』から『TMN』へのリニューアル後の第一弾シングル。TMNリニューアル後に発売された作品であるが、ジャケットの背には『TM NETWORK』と表記されている。
表題曲は前作「THE POINT OF LOVERS' NIGHT」に続いてマクセルカセットテープ「NEW UDシリーズ」のキャンペーンCMソングに起用された。CMはタイムトラベルを意識したものとなっている。

## 音楽性

### TIME TO COUNT DOWN
『20世紀最後のカウントダウンの緊張感』を表現したという。
速弾きのピアノソロからイントロが始まり、TM NETWORK時代にはあまり使用されなかったディストーションギターとダブル・ベース・ドラムのドラムが印象的な楽曲である。この曲の16分音符刻みのバスドラムは、打ち込みではなく山木秀夫による生演奏のダブル・ベース・ドラムである。また、ハードなディストーションギターはナイト・レンジャーのブラッド・ギルスによる演奏である。
Aメロのメロディーとコード進行は1番と2番では異なっている。小室は〝イントロ→Aメロ〟〝1曲3分〟ではない「1990年代のシングルとしての新しいパターンであり、新たなTMのパイロット」を模索していた中で自然に頭から湧き出るようにできあがり、「シングルとしての新しさと昔からあったロックの良さが両立できた」と語っている。
制作に際して小室は「『変わった』という言葉以外は聞きたくなかった」「『Digitalian is eating breakfast』みたいに身体でスピードを感じる音を作りたかった」と語り、宇都宮隆は「TMが一度解散して、全く新しいグループのレコーディングに関わっているようだった」と話している。

### WORLD'S END
「ハモンドオルガンから始まり、今のスタイルに戻っていくように1曲の中で時代の流れを表現する」ことをコンセプトにした。
アレンジは縦ノリ系のドラム、ハードロック系のギター、スラップ奏法を意識した小室のシンセベースで構成されている。宇都宮は「オケを聴くとギターが鳴りっぱなしで、どこにボーカルが入るのか判らなかった」と話している。
脚本家である坂元裕二の作詞家としてのデビュー作である。

## 収録曲
| 全作曲・編曲: 小室哲哉。 |                        |            |            |      |
| #                        | タイトル               | 作詞       | 作曲・編曲 | 時間 |
| 1.                       | 「TIME TO COUNT DOWN」 | 小室みつ子 | 小室哲哉   | 4:19 |
| 2.                       | 「WORLD'S END」        | 坂元裕二   | 小室哲哉   | 5:34 |
| 合計時間:                | 合計時間:              | 合計時間:  | 9:53       |      |

## 収録アルバム
TIME TO COUNT DOWN
- RHYTHM RED (アルバムバージョン)
- GROOVE GEAR 1984-1994 (ライブバージョン)
- TETSUYA KOMURO PRESENTS TMN BLACK
- TMN final live LAST GROOVE 5.19 (ライブバージョン)
- TIME CAPSULE all the singles
- STAR BOX
- NETWORKTM -Easy Listening- (LABO MIX)
- TM NETWORK THE SINGLES 2
- TM NETWORK ORIGINAL SINGLES 1984-1999
- TM NETWORK ORIGINAL SINGLE BACK TRACKS 1984-1999 (オリジナル・カラオケ、但しアルバムバージョン)
- Gift from Fanks T
- LIVE HISTORIA T 〜TM NETWORK Live Sound Collection 1984-2015〜　(ライブバージョン)
- “FANKS intelligence Days” at PIA ARENA MM　(「TK Remix」基調のライブバージョン)
- DEVOTION (TK Remix)
- 40th FANKS intelligence Days 〜DEVOTION〜（「TK Remix」基調のライブバージョン）

WORLD'S END
- RHYTHM RED
- TM NETWORK ORIGINAL SINGLES 1984-1999
- TM NETWORK ORIGINAL SINGLE BACK TRACKS 1984-1999 (オリジナル・カラオケ)